# Ридлі Тауншип (округ Делавар, Пенсільванія)
Ридлі Тауншип (англ. Ridley Township) — селище (англ. township) в США, в окрузі Делавер штату Пенсільванія. Населення — 31 053 особи (2020).

## Демографія
Згідно з переписом 2010 року, у селищі мешкало 30 768 осіб у 12 050 домогосподарствах у складі 8168 родин. Було 12667 помешкань
Расовий склад населення:
| - 90,0 % — білих - 5,7 % — чорних або афроамериканців - 2,2 % — азіатів - 0,1 % — корінних американців |

До двох чи більше рас належало 1,4 %. Частка іспаномовних становила 1,9 % від усіх жителів.
За віковим діапазоном населення розподілялося таким чином: 21,9 % — особи молодші 18 років, 63,7 % — особи у віці 18—64 років, 14,4 % — особи у віці 65 років та старші. Медіана віку мешканця становила 40,1 року. На 100 осіб жіночої статі у селищі припадало 93,5 чоловіків;  на 100 жінок у віці від 18 років та старших — 90,6 чоловіків також старших 18 років.
Середній дохід на одне домашнє господарство  становив 74 269 доларів США (медіана — 65 998), а середній дохід на одну сім'ю — 87 089 доларів (медіана — 80 119). Медіана доходів становила 53 615 доларів для чоловіків та 42 440 доларів для жінок. За межею бідності перебувало 8,3 % осіб, у тому числі 11,5 % дітей у віці до 18 років та 9,0 % осіб у віці 65 років та старших.
Цивільне працевлаштоване населення становило 16 697 осіб. Основні галузі зайнятості: освіта, охорона здоров'я та соціальна допомога — 28,3 %, виробництво — 11,0 %, роздрібна торгівля — 10,3 %.